# Willa Adolfa Landsberga w Poznaniu
Willa Adolfa Landsberga – jedna z okazałych willi, zlokalizowanych w zachodniej części poznańskiej Dzielnicy Cesarskiej, w sąsiedztwie innych podobnych rozwiązań z tego okresu (np. Niemiecki Bank Listów Zastawnych lub Instytut Higieny). Zbudowana dla zamożnego adwokata – Adolfa Landsberga. Kolejno mieściły się tutaj dwa konsulaty – Konsulat Stanów Zjednoczonych (1946-1948), następnie Konsulat Generalny ZSRR (1948-1951). Obecnie siedziba Wydawnictwa Poznańskiego.
Budynek stoi przy ul. Fredry 8 (róg Wieniawskiego), w prawie bezpośrednim sąsiedztwie Opery i Parku Wieniawskiego, otoczony dużym ogrodem. Zaprojektowany w 1911, według projektu Hansa Uhla. Zdradza wyraźne formy klasycyzujące, posiada pilastry i skromne sztukaterie, które tworzył Martin Samter, a także dach mansardowy. Dwie sąsiednie wille od południa zburzono po zniszczeniach wojennych i wybudowano w ich miejscu gmach NOT (1963).